# Louis Gabriel Suchet
Louis Gabriel Suchet, 1. vojvoda Albuferški, francoski general, maršal Francije in plemič, * 2. marec 1770, Lyon, Francija, † 3. januar 1826, blizu Marseilla.
Velja za enega najsposobnejših Napoleonovih generalov, ki je bistveno prispeval k uspehu njegovih vojnih kampanj. 8. julija 1811 je postal maršal Francije. Kralj Ludvik XVIII. mu je podelil plemiški naziv, ki pa mu je bil zaradi vpletenosti v Napoleonov vnovičen pohod na Pariz leta 1815 odvzet.